# Rolf Wuthmann
Rolf Wuthmann (* 26. August 1893 in Kassel; † 20. Oktober 1977 in Minden) war ein deutscher General der Artillerie im Zweiten Weltkrieg.

## Werdegang
Wuthmann trat am 9. April 1912 als Fahnenjunker in das Altmärkische Feldartillerie-Regiment Nr. 40 der Preußischen Armee ein und wurde am 10. November 1913 zum Leutnant befördert. Mit Ausbruch des Ersten Weltkriegs kam das Regiment im Rahmen der 7. Feldartillerie-Brigade an der Westfront zum Einsatz. Wuthmann fungierte als Batterieoffizier und stieg Ende Juni 1918 zum Oberleutnant auf. Im Verlauf des Krieges wurde er mehrfach verwundet und für sein Wirken mit beiden Klassen des Eisernen Kreuzes ausgezeichnet.
Nach Kriegsende und Demobilisierung bildete sich aus seinem Regiment u. a. die Freiwilligen-Batterie Wuthmann. 1920 erfolgte dann seine Übernahme in die Reichswehr und Wuthmann kam in das Artillerie-Regiment 15. 1921 folgte seine Versetzung als Adjutant in den Stab des 2. (Preußisches) Artillerie-Regiment nach Schwerin. Von 1924 bis 1926 diente er in mehreren Feldbatterien in Itzehoe. 1927 wurde er im Reichswehrministerium in der Heeres-Statistische-Abteilung (T 3) in Berlin eingesetzt und ein Jahr später am 1. Februar 1928 zum Hauptmann befördert. Nach einer weiteren Übergangszeit im 2. (Preußisches) Artillerie-Regiment, kehrte er in das Reichswehrministerium zurück, um drei Jahre in der Heeresabteilung (T 1) im Truppenamt (TA) zu verbringen. 1932 wurde Wuthmann zur 1. Batterie des 6. (Preußisches) Artillerie-Regiments in Münster versetzt und am 1. Januar 1937 zum Oberstleutnant in der 5. Abteilung des Generalstabes des Heeres befördert. 1938 übte er die Funktion des Ersten Generalstabsoffiziers (Ia) im neuen Gruppenkommando 6 in Hannover aus und erhielt am 1. August 1939 die Beförderung zum Oberst. Infolge der Generalmobilmachung des Heeres wurde Wuthmann am 26. August 1939 zum Ersten Generalstabsoffizier der 4. Armee ernannt. Diese Funktion übte er zu Beginn des Zweiten Weltkriegs beim Überfall auf Polen und im anschließenden Westfeldzug aus. Am 15. November 1940 wurde er dann zum Chef des Generalstabes der 16. Armee ernannt.
1941 nahm er am Überfall auf die Sowjetunion in Nordrussland teil und wurde am 26. Januar 1942 mit dem Deutschen Kreuz in Gold ausgezeichnet. Im Februar 1942 wurde Wuthmann kurzzeitig in die Führerreserve versetzt. Am 1. April 1942 wurde er Generalmajor und kurzzeitig in Vertretung Chef des Generalstabes der 15. Armee. Am 2. Mai 1942 erhielt er das Kommando über die 295. Infanterie-Division, die in der Sommeroffensive 1942 Unternehmens Blau im Süden der Sowjetunion, ab September 1942 in Stalingrad während der Angriffe auf das Stadtzentrum und den Mamajew-Hügel. Am 16. November 1942 übergab Wuthmann seine Division an Oberst Otto Korfes und wurde Bevollmächtigter General des Transportwesens im Abschnitt Südrussland. Am 1. März 1943 erfolgte seine Beförderung zum Generalleutnant. Vom 2. April bis 19. Juni 1943 war Wuthmann in der Führerreserve und erhielt per 20. Juni 1943 seine Ernennung zum Kommandeur der 112. Infanterie-Division, die er in den verlustreichen Kämpfen um den Orelbogen und die „Hagen-Stellung“ führte. Noch vor der Auflösung der Division (2. November 1943) gab Wuthmann das Kommando per 3. September 1943 ab und wurde in die Führerreserve des Heeres versetzt. 
Ab dem 5. Dezember 1943 war Wuthmann mit der Führung des IX. Armeekorps bei der Heeresgruppe Mitte beauftragt. Am 1. Februar 1944 wurde er zum Kommandierenden General ernannt und zum General der Artillerie befördert. Während der sowjetischen Sommeroffensive (Operation Bagration) wurde die Front seines Korps kurz nach dem 22. Juni 1944 durchbrochen, die ihm unterstellten Truppenteile konnten jedoch teilweise der Einkesselung entgehen. Aufgrund seines Einsatzes bei den Rückzugskämpfen im Raum Lepel wurde Wuthmann am 22. August 1944 das Ritterkreuz des Eisernen Kreuzes verliehen. Nach dem Durchbruch der Sowjets wurde das IX. Korps südlich auf Kelmė – Raseinen abgedrängt. Im Oktober 1944 folgten Rückzugskämpfe hinter die Dubysa in Richtung auf Tauroggen und schließlich auf das Südufer der Memel. Nach Beginn der sowjetischen Winteroffensive musste das Korps am 20. Januar 1945 den Memelabschnitt und die Stadt Tilsit aufgeben und zog sich auf das Samland zurück. Am 20. April 1945 erhielt Wuthmann den Befehl, als Kommandant der dänischen Insel Bornholm diese gegen sowjetische Anlandungen zu verteidigen. Mit der Bedingungslosen Kapitulation der Wehrmacht musste Wuthmann am 9. Mai 1945 Bornholm an die Sowjets übergeben und in die Kriegsgefangenschaft gehen, aus der er erst im Herbst 1955 nach Deutschland zurückkehrte.